# 브라우어르 고정점 정리
위상수학에서 브라우어르 고정점 정리(-不動點定理, Brouwer fixed-point theorem)는 라위트전 브라우어르의 이름이 붙은 고정점 정리이다. 이 정리에 의하면, 콤팩트 볼록 집합에서 자기 자신으로 가는 연속함수 f는 고정점, 즉 f(x0)=x0인 x0를 갖는다. 가장 간단한 형식은 폐구간 I, 또는 폐원판 D에서 자기 자신으로 가는 연속함수 f에 대한 것이다. 이보다 조금 더 일반화 된 것이 유클리드 공간의 콤팩트 볼록 부분집합 K에서 자신으로 가는 연속함수 f에 대한 정리이다.
수백개가 넘는 고정점 정리들 중, 브라우어르 고정점 정리는 특별히 잘 알려져 있다. 수학의 많은 영역에서 두루 사용되고 있는 것이 한 이유다. 원래의 영역인 대수적 위상수학에서 조르당 곡선 정리, 털난 공 정리, 보르수크-울람 정리와 함께 유클리드 공간의 위상을 기술하는 핵심 정리이며, 이로써 위상수학의 기본 정리 중 하나로 간주된다. 이 정리는 미분방정식에 관한 더 심도있는 결론을 증명하는데에도 쓰이며 대부분의 미분기하학 입문 수업에서 다루어진다. 게임 이론 같은 곳에서도 나타난다. 경제학에서, 브라우어르 고정점 정리와 그의 확장인 가쿠타니 고정점 정리는 시장경제의 일반균형의 존재 증명에 결정적인 역할을 했다.
이 정리는 푸앵카레와 피카르가 미분방정식에 관한 작업을 위해 처음 연구하였다. 일반화된 결론은 1910년 자크 아다마르와 라위트전 브라우어르에 의해 처음 증명되었다.

## 내용
이 정리는 문맥과 일반화 정도에 따라 다른 방식의 내용 서술을 가진다. 다음은 이들을 일반화 정도가 점차 높아지는 순서대로 나열한 것이다.
평면폐원판에서 자기 자신으로 가는 모든 연속 함수는 최소 하나의 고정점을 가진다.
유클리드 공간유클리드 공간의 닫힌 공에서 자기 자신으로 가는 모든 연속 함수는 고정점을 가진다.
콤팩트 볼록 집합유클리드 공간의 콤팩트 볼록 부분집합에서 자기 자신으로 가는 모든 연속함수는 고정점을 가진다.
다른 이름을 가진 더욱 일반적인 정리도 있다.
샤우데르 고정점 정리바나흐 공간의 콤팩트 볼록 부분집합에서 자기 자신으로 가는 모든 연속 함수는 고정점을 가진다.

## 전제 조건
이 정리는 콤팩트 볼록 집합을 전제로 한다. 유클리드 공간에서 콤팩트 집합은 닫힌 유계 집합과 동치이다. 콤팩트하지 않거나 볼록하지 않은 집합에 대해서는 반례가 존재한다.

### 유계 집합
함수
{\displaystyle f(x)=x+1}
은 {\displaystyle \scriptstyle \mathbb {R} }에서 자신으로 가는 연속함수이지만, 모든 점을 오른쪽으로 옮겨버려 고정점을 가지지 않는다. {\displaystyle \scriptstyle \mathbb {R} }은 닫혀있으며 볼록하지만 유계가 아니다.

### 닫힌 집합
(-1, 1)에서 자신으로 가는 연속 함수
{\displaystyle f(x)={\frac {x+1}{2}}}
도 모든 점을 오른쪽으로 옮기기에 고정점이 없다. (-1, 1)은 유계이며 볼록하지만 닫혀있지 않다. [-1, 1]에서는 고정점이 존재한다(x = 1).

### 볼록 집합
볼록성은 꼭 필요하지는 않다. 정리에 나오는 성질(연속성, 고정점)이 위상 동형 아래 보존되기 때문에, 닫힌 공과 위상 동형인 집합(이러한 집합은 필연히 닫힌, 유계, 연결, 단일 연결 집합이다)에도 정리가 적용된다.
다음은 단일 연결 집합이 아닌 경우의 반례이다. 극좌표계에서 정의된 함수
{\displaystyle f(r,\theta )=(r,\theta +{\frac {\pi }{4}})}
를 단위원에서 자신으로 가는 연속함수로 볼 때, 모든 점을 시계 방향으로 45도 회전시키므로 고정점을 가지지 않는다. 원은 닫혀있고 유계이며 연결 집합이지만 단일 연결이 아니다(그렇기에 볼록 집합도 아니다). 원판에서 자신으로 가는 함수로 볼 때에는 원점을 고정점으로 가진다.
브라우어르 고정점 정리를 단일 연결에 국한되지 않게 일반화한 결론은 렙셰츠 고정점 정리에서 얻어진다.

### 전단사 함수
정리에 나오는 연속함수가 전단사, 혹은 전사일 것은 요구되지 않는다.

## 실례
이 정리의 현실적인 예로는 다음이 있다.
1. 같은 좌표계가 그려진 같은 크기의 두 장의 모눈종이를 취하여 하나는 평평한 상태로 책상 위에 두고 하나는 찢지 않고 구겨서 다른 한 장 위에 삐져나오지 않게 올려놓는다. 그렇다면 구겨진 종이의 적어도 한 점이 좌표가 같은 평평한 종이의 점 바로 위에 위치한다. 여기서 이용한 함수는 구겨진 종이의 점의 좌표를 바로 아래에 있는 평평한 종이 위의 점의 좌표에 대응시키는 함수이다.
2. 어떤 나라의 지도를 그 나라 안의 한 책상 위에 펼쳐놓았을 때, '당신의 현위치' 점, 즉 지도와 실제의 위치가 겹치는 점이 존재한다.
3. 3차원에서의 비슷한 예로 지구에 위치한 지구본을 떠올릴 수 있다. 지구(대기권과 내부 포함)의 점을 지구본 상의 점으로 대응시킬 때, 적어도 한 점은 움직이지 않는다.
4. 브라우어르 고정점 정리에 의하면, 유리잔 안에 든 칵테일을 휘젓고 나서 잠잠해졌을 때, 원래의 위치로 돌아온 점이 존재한다, 물론 이는 각 점의 마지막 위치가 원래 위치에 대한 연속함수이고, 휘젓기 전후 액체가 차지하는 공간이 똑같음을 전제로 한다.

## 직관적 접근

### 브라우어르의 해석
브라우어르의 커피 관찰 일화는 정리에 대한 직관적이고 교훈적인 해석이 담겨있다. 설탕을 녹이려고 커피를 저을 때면, 항상 움직이지 않는 점이 존재한다. 그는 "움직이지 않는 점이 언제나 존재한다"는 결론을 도출했다. 움직임이 없어보이는 점만이 고정점일 수 있는 것은 아니다, 소용돌이의 중심도 조금씩의 운동을 한다. 원래의 고정점도 다른 고정점이 생겨나면 움직일 수 있다는 점에서, 이 결과는 직관적이지 않다.
그가 덧붙이길, "나는 이 멋진 결과를 다르게 표현할 수 있다. 종이 한 장을 취해 수평하게 놓고, 똑같은 한 장의 종이를 구긴 후 평평하게 펴서 위에 올려놓는다. 그러면 구긴 종이의 어떤 점은 다른 한 장의 점과 같은 위치에 있다." 구긴 종이를 펼 때에는, 다림질을 하듯이 주름과 접힌 선이 남게끔 한다. 이것이 커피보다 더 나은 예인 이유는, 고정점이 유일하지 않을 수 있다는 게 보여져 (바나흐 고정점 정리 등) 유일성을 보장하는 정리와 구분시키기 때문이다.

### 1차원
1차원의 경우, 즉 폐구간 [a, b]에서 자신으로 가는 연속함수 f는 고정점을 가진다는 사실은 직관적이며 쉽게 증명된다. 이는 f의 그래프(오른쪽 그림, 청록색)가 같은 곳에서 정의된 함수 y = x의 그래프(연두색)와 만난다는 직관과 일치한다. 해석적으로는, 함수 g(x) = f(x) - x를 생각할 때, g가 a에서 ≥ 0, b에서 ≤ 0이므로, 중간값 정리에 의해 영점이 [a, b] 안에 존재하고, 이게 곧 f의 고정점이다.
브라우어르는 이를 다음과 같이 표현했다. "면에 대해 고찰하는 대신, 우리는 선에 대한 정리를 증명할 것이다. 펴진 상태의 끈을 가지고 시작하여 접은 상태로 되돌려 보자. 접힌 끈을 납작하게 해보자. 전처럼 어떤 한 점은 펴진 상태의 끈과 비교해 위치가 바뀌지 않는다."

## 역사
브라우어르 고정점 정리는 대수기하학의 초기 성과 중 하나이자 함수해석학에서 중요한 더 일반적인 고정점 정리들의 기초이다. n = 3의 경우는 먼저 1904년 피어스 볼에 의해 증명되었고(《Journal für die reine und angewandte Mathematik》에 출간됨), 그후 1909년 브라우어르가 증명하였다. 1910년 자크 아다마르가 일반적인 경우를 증명하였고, 같은 해 브라우어르는 다른 증명을 내놓았다. 이들 초기의 증명은 비구성적인 간접증명이라는 점에서, 브라우어르의 직관주의와는 반대된다. 브라우어의 정리에 의해 보장되는 고정점(에 대한 근사)의 구성법이 지금은 알려져 있다.

### 서곡

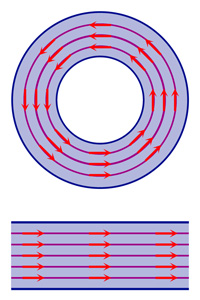
무계인 영역, 또는 "구멍난" 영역에서의 흐름에는 정리가 적용되지 않는다.

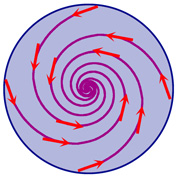
원판 모양의 임의의 영역에는 정리가 적용된다.

브라우어르 고정점 정리의 초기 역사를 이해하기 위해서는 미분방정식을 이수하여야 한다. 19세기 말, 오래된 문제인 태양계의 안정성이 수학계에 다시금 떠올랐다. 문제의 해결에는 새로운 방법이 요구되었다. 삼체 문제에 기여한 앙리 푸앵카레가 말한 것처럼, 정확한 해를 구할 가망은 없다: "삼체 문제, 그리고 더 일반적으로 균일적분이 없고 볼린 급수가 발산하는 경우의 모든 동역학 문제의 난해함을 보여주는 데에, 이보다 더 적절한 문제는 없다." 근사적인 해를 찾는 것도 그보다 효율적이지 않다고 그는 말했다: "우리가 더 정확한 근사를 얻으려 할수록, 결과는 더욱 부정확한 곳으로 발산할 것이다."
그는 컵커피의 표면 운동과 비슷한 문제를 연구하였다. "끊임없는 흐름이 있는 표면 위의 궤도에 대해서 우리는 무엇을 말할 수 있는가?" 푸앵카레는 그 궤도를 포함하는 영역의 (오늘날 위상적이라 불리는) 특정 성질에 해답이 있음을 발견하였다. 만약 그 영역이 콤팩트하다면, 즉 닫혀있고 유계라면, 궤도는 안정화되거나 극한주기에 접어든다. 그는 더 나아갔다. 만약 그 영역이 컵커피처럼 원판과 같은 유형이라면, 반드시 고정점이 존재한다. 이 고정점은 각 점의 원래 위치를 일정 시간 t 경과 후의 위치로 대응시키는 모든 함수에 대해 불변이다. 만약 영역이 원형의 띠이거나, 닫혀있지 않다면, 이러한 결론은 성립하지 않는다.
미분방정식을 더 잘 이해하기 위한 새로운 수학 분야가 탄생했다. 푸앵카레는 이를 "위치 해석"(analysis situs)이라고 불렀다. Encyclopædia Universalis에선 "대상의 연속적인, 찢김이 없는 변형 하에 불변인 성질을 다루는" 분야라고 정의한다. 1886년, 푸앵카레는 브라우어르의 고정점 정리와 동치인 결과를 증명하였다, 다만 본문 주제와의 연관성은 뚜렷하지 않다. 얼마 후 그는 위치해석에 대한 이해를 돕는 도구를 개발하였으며, 이는 오늘날 기본군, 또는 푸앵카레 군으로 알려져있다. 이 방법은 이 글에서 논의 중인 정리(이하 '피논의(被論議) 정리')의 간명한 증명에도 사용된다.
푸앵카레의 방법은 에밀 피카르(코시-립시츠 정리를 일반화한 당대 수학자)의 것과 비슷하다. 그의 방법은 후에 또다른 고정점 정리로 공식화된 결론에 기초한다. 이 정리는 정의역의 위상적 성질 대신 함수가 축약 사상이라는 전제를 사용한다.

### 최초의 증명
20세기 시초, 위치해석에 대한 흥미는 식지 않았다. 그러나 이 글에서 피논의 정리와 동치인 정리의 필요성은 불분명했다. 라트비아의 수학자 피어스 볼은 미분방정식의 연구에 위상적 방법을 응용하였다. 1904년 그는 피논의 정리의 3차원의 경우를 증명하였지만, 그의 발표는 주목받지 못했다.
브라우어르는 푸엥카레와 다른 목적이 있었다. 그는 수학의 기초, 특히 수리논리학과 위상수학에서 계시를 받았다. 그의 가장 큰 관심은 힐베르트의 다섯 번째 문제의 증명을 시도하는 것에 있었다. 1909년, 파리로 항행하는 동안 그는 푸앵카레, 아다마르, 보렐을 만났다. 뒤따른 토론에서 그는 유클리드 공간에 대한 더 깊은 이해에 대한 중요성을 확신하게 되었고, 이는 수확이 컸던 아다마르와의 서신 교환의 계기가 되었다. 그 후 4년 동안 그는 이 문제에 관한 몇 가지 중대한 정리들을 증명하는 데에 집중하였다. 1912년에 2차원 구에 대한 털난 공 정리와 2차원 구에서 자신으로의 연속함수가 고정점을 가진다는 사실을 증명하였다. 이들 결론은 그 자체로 새로운 건 아니었다. 아다마르에 따르면, 푸앵카레는 털난 공 정리와 동치인 정리를 보였다. 브라우어르의 방법의 혁신적인 면은, 최근 개발된 수단인 호모토피, 푸앵카레 군을 체계적으로 사용한 것이다. 다음 해에 아다마르는 다른 방법으로 피논의 정리를 임의의 유한차원으로 일반화하였다. 한스 프로이덴탈은 그들 각자의 역할을 다음과 같이 평론하였다: "브라우어르의 혁신적 방법과 비교했을 때, 아다마르의 방법은 매우 전통적이다, 그러나 브라우어르의 생각들이 움트는 과정에 대한 그의 참여는 단순히 관중이라기보단 산파의 참여와 닮았다."
브라우어는 그의 방법을 통해 성과를 거두었다, 또 1910년에 임의의 유한차원에 적용되는 증명, 그리고 차원의 불변성을 비롯한 다른 핵심 정리들을 발견했다. 그는 같은 저작에서 조르당 곡선 정리를 임의의 차원으로 일반화하였고, 브라우어르 차수 관련 성질을 확립했다. 푸앵카레와 브라우어르가 처음 구상한 수학 분야는, 1930년대에 "위치해석"에서 "대수적 위상수학"으로 이름이 바뀌었다.

### 평판
피논의 정리는 여러 방면에서 그 가치를 드러냈다. 20세기에는 많은 양의 고정점 정리, 심지어 고정점 이론이라는 수학 분야가 만들어졌다. 브라우어의 정리는 가장 중요한 것일 것이다. 위상다양체에 대한 기본정리 중 하나이며, 조르당 곡선 정리를 비롯한 중요한 결론의 증명에 쓰인다.
축약, 또는 그와 가까운 함수에 대한 고정점 정리 이외에도 많은 정리들이 직간접적으로 피논의 정리로부터 파생된다. 닫힌 공에서 그의 경계로 가는 연속함수는 경계에서 항등일 수 없다. 나아가 보르수크-울람 정리에 따르면 n차원 구에서 Rn으로 가는 연속함수는 같은 곳으로 사영되는 한 쌍의 대척점을 가진다. 유한차원에 대해서는, 1926년 렙셰츠 고정점 정리가 고정점을 세는 방법을 제공하였다. 1930년, 브라우어르의 고정점 정리는 바나흐 공간으로 일반화되었으며(샤우더 고정점 정리), 가쿠타니에 의해 다가함수로 확장되었다. 정리와 그의 변형은 위상수학 외에서도 출현한다. 특정 미분방정식의 특정 평형점에서의 질적 행동을 묘사하는 하트먼-그로브먼 정리의 증명에 사용되며, 비슷하게 중심극한정리를 증명하는 데에도 쓰인다. 특정 편미분방정식의 해의 존재성에 대한 증명에서도 찾아볼 수 있다.

## 같이 보기
- 고정점 정리
- 바나흐 고정점 정리
- 샤우더 고정점 정리
- 렙셰츠 고정점 정리
- 터커의 보조정리
- 가쿠타니 고정점 정리
- 푸앵카레-미란다 정리

## 참고 문헌
- Chow, S. N.; Mallet-Paret, J.; Yorke, J. A. (1978). “Finding zeroes of maps: Homotopy methods that are constructive with probability one”. 《Math. of Comp.》 (영어) 32: 887–899. doi:10.1090/S0025-5718-1978-0492046-9.
- Gale, D. (1979). “The Game of Hex and Brouwer Fixed-Point Theorem”. 《The American Mathematical Monthly》 (영어) 86 (10): 818–827. doi:10.2307/2320146. JSTOR 2320146.
- Hirsch, Morris W. (1988). 《Differential Topology》 (영어). New York: Springer. ISBN 0-387-90148-5. (see p. 72–73 for Hirsch's proof utilizing non-existence of a differentiable retraction)
- Istrăţescu, V. I. (1981). 《Fixed Point Theory》 (영어). Reidel. ISBN 90-277-1224-7.
- Karamardian, S., 편집. (1977). 《Fixed Points: Algorithms and Applications》 (영어). Academic Press. ISBN 0-12-398050-X.
- Kellogg, R. B.; Li, T. Y.; Yorke, J. A. (1976). “A constructive proof of the Brouwer fixed point theorem and computational results”. 《SIAM J. Numer. Anal.》 (영어) 13 (4): 473–483. doi:10.1137/0713041.